# Bandera de Malta
La bandera de Malta és la bandera nacional de la República de Malta. És bicolor, blanc al costat del fust i vermell al costat del vent. Duu una Creu de Jordi al costat superior esquerre. La bandera va ser reconeguda per primera vegada el maig de 1952.
Malta va tenir un paper important durant la II Guerra Mundial a causa de la seva situació estratègica i d'estar a prop de les costes italianes. El coratge del poble maltès per defensar-se dels atacs alemanys i ser una base segura pels aliats va fer que el rei Jordi VI del Regne Unit li atorgués la seva creu, d'aquí que la bandera porti aquesta condecoració.

## Colors
Els colors vermell i blanc han estat associats sempre a Malta, les armes de l'antiga capital Mdina reflecteixen aquesta tradició. Així doncs, és normal que esdevinguessin els colors de l'ensenya nacional.
La tonalitat vermella de la bandera maltesa està documentada oficialment com a Pantone 186 C, RGB (207,20,43), |Hexadecimal #CF142B o to de color - 50% vermell robí • 50% vermell càlid.